# Omonville-la-Rogue
Omonville-la-Rogue ist eine Ortschaft und eine ehemalige französische Gemeinde mit 485 Einwohnern (Stand: 1. Januar 2022) im Département Manche in der Region Normandie. Sie gehörte zum Arrondissement Cherbourg und zum Kanton La Hague.
Mit Wirkung vom 1. Januar 2017 wurde die bisherige Gemeinde Omonville-la-Rogue mit den übrigen 18 Gemeinden der ehemaligen Communauté de communes de la Hague zu einer Commune nouvelle mit dem Namen La Hague zusammengeschlossen und verfügt in der neuen Gemeinde über den Status einer Commune déléguée. Der Verwaltungssitz befindet sich im Ort Beaumont-Hague.

## Geografie
Omonville-la-Rogue liegt auf der Halbinsel Cotentin in der Landschaft La Hague. Die Küste erstreckt sich zwischen der Baie de Quervière und der Pointe Jardeheu.
Angrenzende Gemeinden waren Digulleville, Éculleville und Beaumont-Hague.

## Toponymie
Omonville leitet sich aus der französischen Endung -ville und aus dem skandinavischen Namen Osmundr. -la-Rogue bezieht sich auf die Familie Rogue.

## Geschichte
1664 lobte eine Studienkommission, die einen Kriegshafen anlegen wollte, die Lage von Omonville; diese Kommission hatte bereits auf Cherbourg verzichtet. Später lobte auch Vauban Omonville als idealen Platz für eine Hafenanlage, stellte allerdings Cherbourg in den Vordergrund. Siehe Reede von Cherbourg.
Die Strafsache, die den Kfz-Mechaniker Lucien Jeanne betraf, wurde vom 19. bis zum 30. Juni 1936 in Coutances vom Geschworenengericht des Départements Manche entschieden.

## Sehenswürdigkeiten

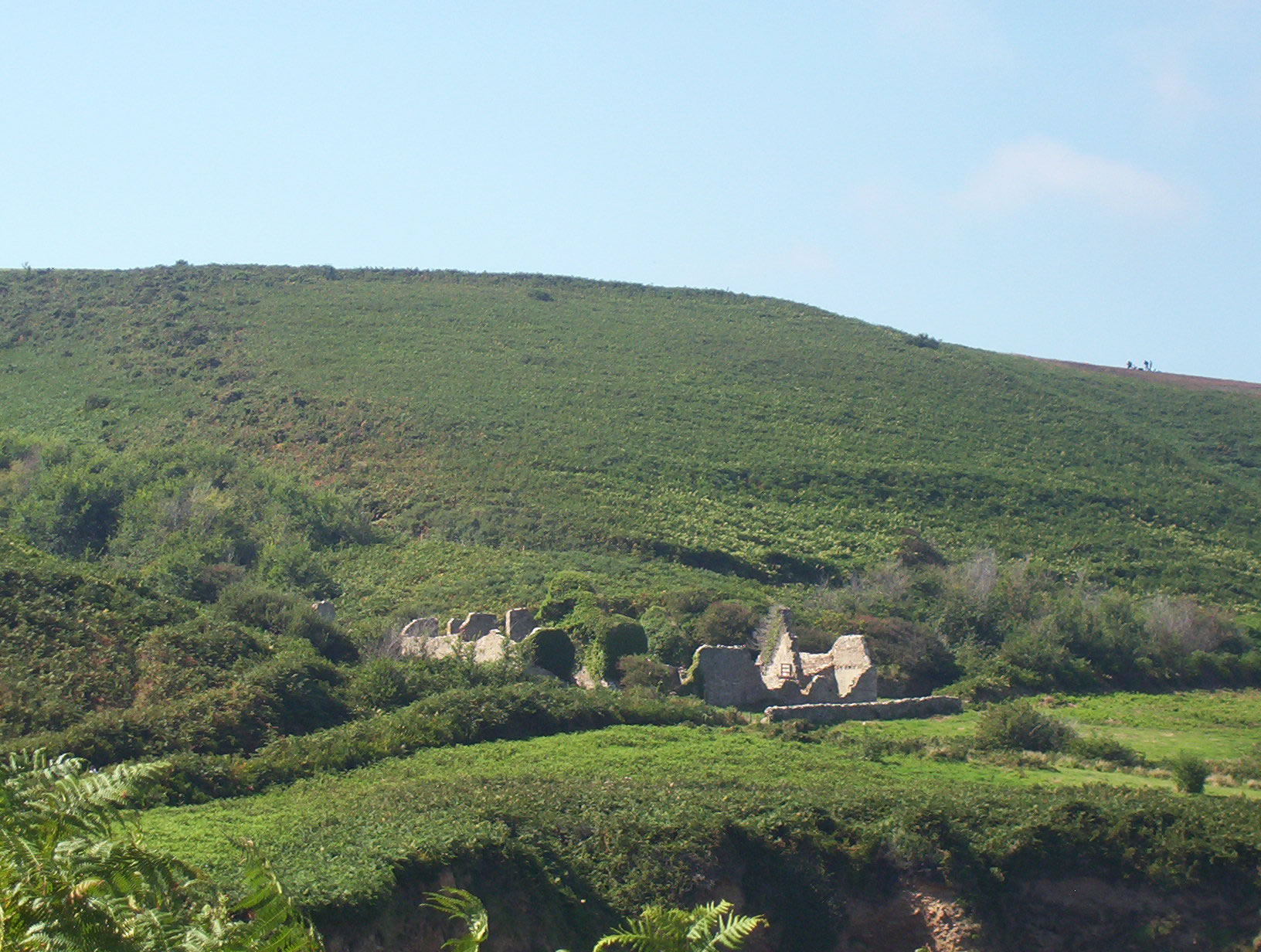
La Cotentine (Ruinen)

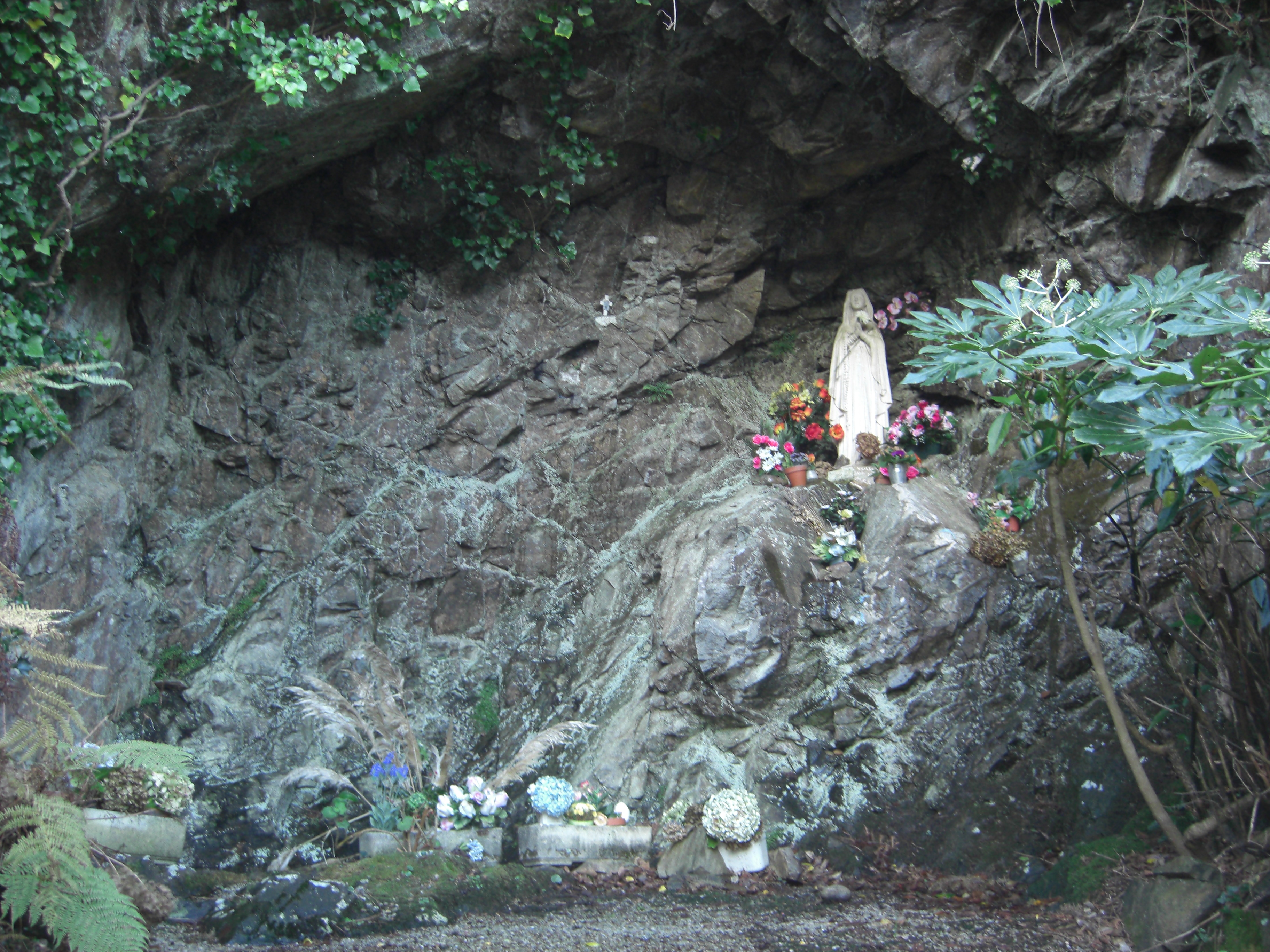
Höhle Notre-Dame

- Gotische Kirche Saint-Jean-Baptiste (aus der zweiten Hälfte des 13. Jahrhunderts), die im 18. Jahrhundert renoviert wurde. Am 9. Juni 1971 wurde sie in die Liste der historischen Denkmäler aufgenommen.
- Gutshaus-Bauernhof Belle-Garde, neben der Kirche
- Hafen vom Hâble
- Bauernhof La Cotentine
- Im Steinbruch von Omonville wird Granit, das in La Hague sehr beliebt ist, gewonnen.
- Bauernhof vom Tourp; jetzt wird er von der Communauté de communes de la Hague zu touristischen Zwecken betrieben.

## Omonville-la-Rogue in der Kunst
- 1978 wurde Tess von Roman Polanski in Omonville (Heiden von Omonville und Gutshaus vom Tourp) gedreht.
- 1983 wurde Un bon petit Diable teilweise dort gedreht.
- 2005 drehte dort Florence Moncorgé-Gabin einige Szenen von Le Passager de l’été.

## Persönlichkeiten
- Omonville ist die Wiege von Korsarenfamilien, darunter die Familien Clément und Delamer
- Jean-François de Cahouet (1782–1836), Militär, Präfekt und Politiker
- Jacques Simon (1941–2017), Fußballspieler